# Hiệu ứng Hall spin
Hiệu ứng Hall spin là một hiệu ứng được dự đoán bởi nhà vật lý người Nga Mikhail I.Dyakonov và Vladimir I.Perel vào năm 1971. Nó miêu tả sự xuất hiện của sự tích tụ spin ở khu vực hai bên bề mặt của một vật liệu dẫn điện, ở hai bên rìa đối diện dấu của hướng spin ngược nhau. Trong một đoạn dây hình trụ, sự phân cực spin do dòng điện gây ra sẽ nằm uốn xung quanh dây. Khi hướng dòng điện bị đảo ngược, hướng của spin cũng sẽ bị đảo ngược.

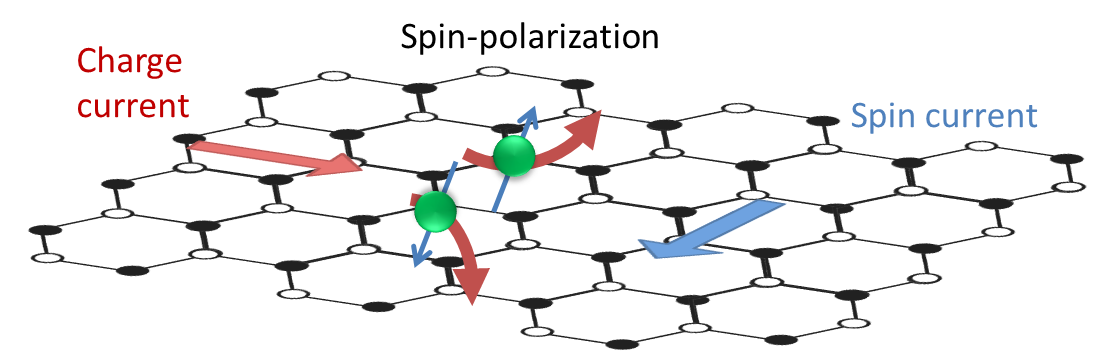
Hình ảnh diễn tả hiệu ứng Hall spin

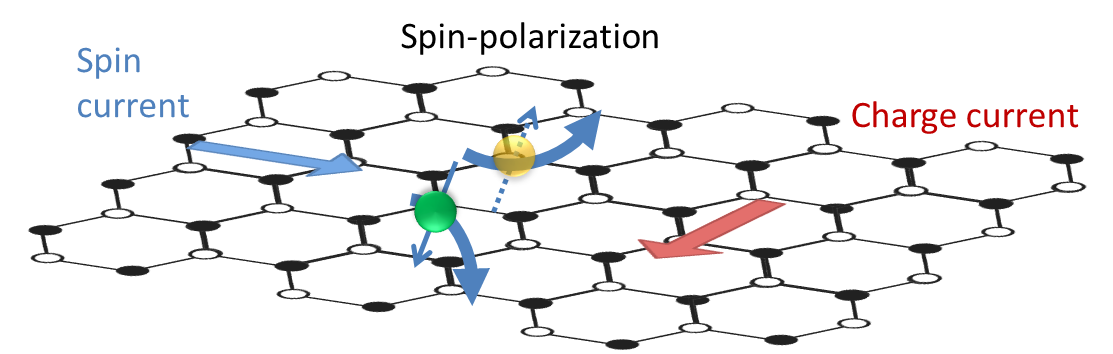
Hình ảnh diễn tả hiệu ứng Hall spin đảo

## Khái niệm
Hiệu ứng Hall spin là một hiệu ứng bao gồm sự tích tụ spin ở khu vực hai bên rìa của một vật liệu dẫn điện. Hai rìa đối diện nhau sẽ có dấu spin ngược nhau. Nó tương tự với hiệu ứng spin cổ điển, nơi mà điện tích với dấu đối lập nhau xuất hiện ở rìa đối diện nhau trên bề mặt của một vật liệu dẫn điện trong từ trường. Trong trường hợp của hiệu ứng spin cổ điển, sự tích tụ của điện tích ở hai bên rìa là do lực Lorentz tác động lên các hạt mang điện trong vật liệu đặt trong từ trường. Hiệu ứng Hall spin có thể xảy ra không cần từ trường mà hoàn toàn do hiện tượng dựa trên spin. Hiệu ứng spin Hall thuộc cùng một nhóm với hiệu ứng Hall dị thường xảy ra trong sắt từ có nguồn gốc từ tương tác spin-quỹ đạo.

## Lịch sử
Hiệu ứng Hall spin (thuận và đảo) được dự đoán bởi nhà vật lý Nga Mikhail I. Dyakonov và Vladimir I. Perel vào năm 1971. Họ cũng lần đầu tiên giới thiệu về khái niệm của dòng điện spin.
Vào năm 1983, Averkiev và Dyakonov  đề xuất một phương pháp để đo hiệu ứng Hall spin đảo thông qua việc điều khiển hướng spin bằng quang học trong chất bán dẫn. Dựa trên ý tưởng này, thí nghiệm đầu tiên biểu diễn hiện tượng Hall spin đảo đã được thực hiện bởi Bakun và đồng nghiệp vào năm 1984.
Thuật ngữ "Hiệu ứng Hall spin" được giới thiệu bởi Hirsch và ông cũng chính là người đã dự đoán lại hiện tượng này vào năm 1999.
Về mặt thực nghiệm, hiệu ứng spin Hall được phát hiện ở chất bán dẫn hơn 30 năm sau khi nó được dự đoán.